# Zastava Tunisa
Zastava Tunisa usvojena je 1831., te se održala, uz manje izmjene, do danas.
Nije korištena za francuske kolonizacije.
Ponovno je usvojena 1. lipnja 1959., a 1999. izmijenjene su dimenzije.
Sastoji se od bijelog polumjeseca i zvijezde na crvenoj podlozi. Povezana je s Osmanskim Carstvom i simbol je islama koji navodno donosi sreću.